# Villa de Juárez (Ensenada)
Villa de Juárez es una población del municipio de Ensenada en el estado de Baja California, México. Es una comunidad rural y según el censo del 2010 tiene una población total de 947 habitantes.

## Geografía
La delegación de San Antonio de Las Minas tiene una superficie aproximada de 111.9 kilómetros cuadrados. Al norte limita con la delegación de El Porvenir; al noreste con la delegación Francisco Zarco; al este y sureste con la delegación Real del Castillo; al sur, suroeste y este con la delegación de El Sauzal de Rodríguez y al noroeste con la delegación de La Misión.
| Noroeste: La Misión              | Norte: El Porvenir          | Nordeste: Francisco Zarco  |
| Oeste: El Sauzal de Rodríguez    |                             | Este: Real del Castillo    |
| Suroeste: El Sauzal de Rodríguez | Sur: El Sauzal de Rodríguez | Sureste: Real del Castillo |